# Нещо зло се задава (фраза)
„Нещо зло се задава“ (на английски: Something wicked this way comes) е популярна фраза от първа сцена, четвърто действие на „Макбет“ на Уилям Шекспир, която по-късно често е използвана в литературата, музиката, киното и други области на изкуството в англоговорещите страни.
Фразата е произнесена в сцената от втората вещица, и в пълния си вид на английски звучи така: by the pricking of my thumbs, something wicked this way comes. В превода на „Макбет“ (от Валери Петров), българският текст на пълната фраза е:
| „                       | Чувствам, палци ме сърбят — значи, злото е на път! | “ |
| Уилям Шекспир, „Макбет“ |                                                    |   |

Под злото, в сцената се има предвид самият Макбет, който преди това предателски е убил Банко и крал Дънкан. След думите на вещицата, Макбет наистина влиза в стаята, поздравявайки.
В произведението на Рей Бредбъри „Something Wicked This Way Comes“, в издание от 1983 г. на български език се среща и варианта на превод „Чувствувам, че идва нещо зло“. В по-късни издания, преводът е „Нещо зло се задава“.

## Употреба
Фразата (както и нейни смислови вариации) често се използва в англоезичните страни.

### Кино
- Something wicked this way comes – екранизация по произведението на Бредбъри (1983 г.), в ролите Джейсън Робардс и Джонатан Прайс
- Something wicked this way comes – фраза в трейлъра, в рекламните постери и други материали на филма Хари Потър и затворника от Азкабан
- Фразата е използвана в песента „Double Trouble“, написана от Джон Уилямс (по текста от „Макбет“) към същия филм
- Something wicked this way hops („Нещо зло подскача“) e използвано в обобщението на филма от 2005 г. Wallace and Gromit: The Curse of the Were-Rabbit
- Във филма Chemical Wedding, цитатът By the pricking of my thumbs, something wicked this way comes е използван от Алистър Кроули
- Something stupid this way comes („Нещо глупаво се задава“) – пародийния епизод от 2002 г. The Grim Adventures of Billy and Mandy (пародия на филм от 1983 г.)

### Музика
- Something wicked this way comes – име на албум на групата Iced Earth. Също така, е и общото название на трилогия песни от този албум: Prophecy, Birth of the Wicked и The Coming Curse
- Песента на Бари Адамсън Something wicked this way comes от албума Oedipus Schmoedipus е включена в саундтрака към филма на Дейвид Линч Lost Highway
- Something Green and Leafy this way comes – албум на канадската пънк-рок група SNFU
- Something wicked – песен на групата Siouxsie and the Banshees (В текста е включена цялата фраза By the pricking of my thumbs, something wicked this way comes)
- Фразата се повтаря в качеството на припев в песента Something Wicked от албума на Тупак Шакур 2Pacalypse Now
- Песни със заглавие Something wicked this way comes имат групите British Sea Power, Wolfpac, Sopor Aeternus (2000 г.), Tetania (2009 г.) The Enid (1983 г.) The Herbaliser (2002 г.), както и австралийската певица Чейни Коутс (2004 г.) и Доро.
- Sumthin' wicked this way comes – песен на групата TLC от албума от 1994 г. CrazySexyCool
- Фразата е използвана в припева на песента на Стинг Jeremiah Blues (Part I) от албума Soul Cages
- Something wicked this way comes е строфа от песента Black Magic от едноименния албум на групата Prevail of Swollen Members
- Песента Fearless на американската група The Bravery започва с думите Too many fingers, too many thumbs / Something wicked this way comes
- Фразата by the pricking of my thumbs, something wicked this way comes е използвана в песента Book of Thel на Брус Дикинсън
- Песента на Дейвид Ашър Black Black Heart започва с думите something ugly this way comes („Нещо грозно се задава“).

### Други
- Във видеоиграта Silent Hill 3, фразата Something wicked this way comes е написана на якето на Хедър
- Фразата е използвана в рекламната кампания на автомобила Lexus GS
- Something wicked this way comes също така е използвана в играта Max Payne